# Гибни, Ребекка
Ребе́кка Кэ́трин Ги́бни-Белл (англ. Rebecca Catherine Gibney-Bell; 14 декабря 1964, Левин, Новая Зеландия) — австралийская актриса, сценарист и кинопродюсер.

## Биография
Ребекка Кэтрин Гибни родилась 14 декабря 1964 года в Левине (Новая Зеландия), а в 1984 году эмигрировала в Австралию. У Ребекки есть пятеро старших братьев и сестёр.

## Карьера
Ребекка снимается в кино с 1980 года.
В 1997—2001 года также выступила в качестве сценариста кинопродюсера.

## Личная жизнь
В 1992—1995 года Ребекка была замужем за музыкантом Ирвином Томасом (род.1971).
С ноября 2001 года Гибни замужем во второй раз за дизайнером Ричардом Беллом. У супругов есть сын — Закари Эдисон Белл (род.07.04.2004).